# HD83270
HD83270 — хімічно пекулярна зоря спектрального класу A3, що має видиму зоряну величину в смузі V приблизно  7,5.
Вона  розташована на відстані близько 570,2 світлових років від Сонця.